# چیکاسا (آلاباما)
چیکاسا (به انگلیسی: Chickasaw) شهری در شهرستان موبایل ایالت آلاباما است که مساحت آن ۱۱٫۸ کیلومتر مربع است و در سرشماری سال ۲۰۱۰ میلادی، ۶٬۱۰۶ نفر جمعیت داشته و تراکم جمعیتی آن، ۵۱۷٫۴۶ نفر در هر کیلومتر مربع بوده است.